# Lejja
Lejja é uma comunidade que compreende 33 aldeias no estado de Enugu no sudeste da Nigéria. É povoada pelos ibos e localizado aproximadamente 14 quilômetros do Nsukka. É a localização de um sítio arqueológico pré-histórico que contém fornos de fundição de ferro e escória datada de 2 000 a.C.. A praça da aldeia contém mais de 800 blocos de escória com um peso médio entre 34 e 57 kg. As investigações geofísicas localizaram enterradas escórias de ferro em vários outros locais da comunidade.